# Warnécourt

Warnécourt este o comună în departamentul Ardennes din nordul Franței. În 1 ianuarie 2022 avea o populație de 384 de locuitori.